# Vajnrebova sinteza ketona
Vajnrebova sinteza ketona ili Vajnreb–Namova ketonska sinteza je hemijska reakcija koja se koristi u organskoj hemiji za stvaranje veza ugljenik-ugljenik. Otkrili su je 1981. Stiven M. Vajnreb i Stiven Nam kao metod za sintezu ketona. Prvobitna reakcija je uključivala dve naknadne nukleofilne acilne supstitucije: konverziju kiselog hlorida sa N,O-dimetilhidroksilaminom, da bi se formirao Vajnreb-Namov amid, i naknadni tretman ovog jedinjenja organometalnim reagensom kao što je Grignardov reagens ili organolijumski reagens. Nam i Vajnreb su takođe izvestili o sintezi aldehida redukcijom amida sa viškom litijum aluminijum hidrida (videti redukciju amida).
Glavna prednost ove metode u odnosu na adiciju organometalnih reagenasa tipičnijim acil jedinjenjima je u tome što se izbegava uobičajeni problem prekomernog dodavanja. Za ove poslednje reakcije, dva ekvivalenta dolazeće grupe se dodaju da bi se formirao alkohol, a ne keton ili aldehid. Ovo se dešava čak i ako su ekvivalenti nukleofila strogo kontrolisani.
Vajnreb-Namov amid je od tada prihvaćen u redovnoj upotrebi od strane organskih hemičara kao pouzdan metod za sintezu ketona. Ove funkcionalne grupe su prisutne u velikom broju prirodnih proizvoda i mogu pouzdano da reaguju da formiraju nove veze ugljenik-ugljenik ili da se konvertuju u druge funkcionalne grupe. Ovaj metod je korišćen u brojnim sintezama, uključujući makrofelide A i B, amfidinolid J, i spirofungine A i B.